# 塞爾維亞鷹
塞爾維亞鷹（Serbian eagle）是一種雙頭鷹紋章，塞爾維亞紋章學和旗幟學史上的常見標誌。雙頭鷹和塞爾維亞十字架是幾個世紀以來代表塞爾維亞人民民族認同的主要紋章符號。
 它起源於中世紀的尼曼雅王朝。在塞爾維亞王國於1882年建立後，鷹與塞爾維亞十字被用於塞爾維亞國徽的當代設計中。
另有一種白鷹勳章皇家勳章，頒發給在1883年至1945年期間在和平或戰爭中取得成就或對王室、國家和民族有特殊貢獻的塞爾維亞和南斯拉夫公民。

## 來源
- Atlagić, Marko.  (PDF). Zbornik radova Filozofskog fakulteta u Prištini, no. 39, pp. 179–188. 2009  [2023-02-25]. （原始内容存档 (PDF)于2015-05-28）.